# Балада о свирепом
„Балада о свирепом“ је југословенски филм снимљен 1971. године у режији Радивоја Лоле Ђукића.
Носиоци главних улога су Љуба Тадић, Раде Марковић, Драгомир Гидра Бојанић и други.

## Радња
Дмитар (Љуба Тадић) је усамљеник који већ годинама живи сам у планини, у својој шумској колиби. Он је човек с којим се судбина сурово поиграла: затекао је своју жену (Јагода Калопер) у кревету с другим (Раде Марковић). У знак освете, натерао је прељубника да плати сребрњак његовој жени за услуге, а њу је затим извргао руглу. Зато га жена напушта и одводи сина са собом. Много година касније, у колибу долази његов брат (Гидра Бојанић) и моли га да му помогне у хватању банде разбојника која ће туда проћи. Вођа разбојника је исти онај човек с којим га је жена једном давно преварила. Али, на своје изненађење, Дмитар у једном од разбојника препознаје свог сина (Игор Гало) и решава да се сурово освети. Том приликом и сам страда, коначно схвативши да човек није створен да би живео сам, као усамљени вук.

## Улоге
| Глумац                 | Улога  |
| ---------------------- | ------ |
| Љуба Тадић             | Дмитар |
| Раде Марковић          | Саво   |
| Драгомир Гидра Бојанић | Петар  |
| Јагода Калопер         | Миља   |
| Игор Гало              | Мићко  |
| Петар Прличко          | Милун  |
| Абдурахман Шаља        | Божина |
|                        |        |
| Иван Бузанчић          |        |
| Богољуб Динић          |        |
| Гојко Скарић           |        |